# Gas (Eure-et-Loir)
Gas ist eine französische Gemeinde mit 730 Einwohnern (Stand: 1. Januar 2022) im Département Eure-et-Loir in der Region Centre-Val de Loire. Sie gehört zum Arrondissement Chartres und zum Kanton Épernon. Die Einwohner werden Gassiens genannt.

## Geographie
Gas liegt etwa 18 Kilometer nordöstlich von Chartres. Umgeben wird Gas von den Nachbargemeinden Hanches im Nordwesten und Norden, Épernon im Nordosten, Écrosnes im Osten, Gallardon im Südosten und Süden, Bailleau-Armenonville im Süden, Yermenonville im Südwesten sowie Houx im Nordwesten.

## Bevölkerungsentwicklung
| Jahr                       | 1962 | 1968 | 1975 | 1982 | 1990 | 1999 | 2006 | 2020 |
| Einwohner                  | 267  | 255  | 305  | 587  | 623  | 634  | 712  | 774  |
| Quellen: Cassini und INSEE |      |      |      |      |      |      |      |      |